# 랜디 잭슨 (1961년)
스티븐 랜달 "랜디" 잭슨(영어: Steven Randall "Randy" Jackson, 1961년 10월 29일 ~ )은 미국의 가수로, 잭슨 파이브의 멤버이다.